# Eleições gerais de Angola de 2017
Na quarta-feira, 23 de agosto de 2017, realizaram-se as eleições para a Assembleia Nacional de Angola. Desde a Reforma Constitucional de 2010, o candidato do partido com mais votos para a Assembleia Nacional automaticamente se torna o presidente da República.
A eleição é marcada pelo fim da presidência de José Eduardo dos Santos, que foi presidente do país por quase quarenta anos.
Os resultados finais das eleições foram anunciados no dia 6 de setembro.

## Contexto

### Economia do país
Em 2002, com a eleição de José Eduardo dos Santos e a maior estabilidade no país, os investimentos da China começaram a entrar no país, criando oportunidades de emprego, principalmente nas áreas de construção e petróleo. Entretanto, nos últimos anos, a economia do país tem sido afetada pela queda dos preços do petróleo, um dos principais produtos exportados pelo país, que foi de cem dólares o barril para cerca de cinquenta dólares o barril de petróleo. Com a queda na arrecadação, os serviços essenciais como o serviço público de saúde começaram a ter problemas orçamentários.
A corrupção endémica no país também é destaque: Isabel dos Santos, a filha de José Eduardo dos Santos, enriqueceu durante esse período, tendo uma riqueza avaliada em 3,4 mil milhões de dólares pela revista Forbes.
O país também lida com uma inflação de 30% ao ano.

### Sistema eleitoral
As eleições gerais ocorrem a cada cinco anos, elegendo os membros do legislativo do país. A eleição do presidente é indireta, onde o partido com mais votos ganha o cargo do executivo.
Os 220 membros da Assembleia Nacional do país são eleitos por dois métodos: 130 membros são eleitos por votos em lista fechada no modo proporcional, com os assentos do parlamento sendo preenchidos de forma proporcional aos votos. Outros 90 assentos são reservados para os votos dos distritos de Angola, usando o método D'Hondt. Os eleitores devem ter pelo menos dezoito anos, não podendo ser declarados insanos, terem declarado falência, terem convicções criminais passadas, ou terem cidadania dupla.
Cerca de 9 milhões de angolanos estiveram aptos a votar para essas eleições.

## Eleições

### Observadores internacionais
A União Africana enviou observadores para as eleições, com o objetivo de garantir as eleições democráticas.
Apesar de Angola ter convidado inúmeras organizações ao país para garantir eleições justas, a União Europeia decidiu por não mandar uma grande equipa de observadores, após as rejeições das metodologias da organização pelo governo de Angola, onde o ministro das Relações Exteriores de Angola, Georges Chikoti declarou que: "O convite é aberto. Mas não queremos quaisquer acordos específicos com cada uma destas organizações. Quem quiser vir, vem e quem não quiser, pode não vir, mas o certo é que o convite é aberto”. Ao enviar apenas uma equipa de peritos, não há nenhuma declaração política final, nem relatório oficial para divulgação após as eleições.

### Dia das eleições
As eleições foram iniciadas às sete horas da manhã, com previsão de que as estações de voto fechassem às 18 horas da tarde. A Comissão Nacional Eleitoral de Angola admitiu "pequenas falhas" no processo de votação, por ausência de delegados em certas estações de votos, mas que teria convocado delegados suplentes para dar continuidade do processamento de votos. Pelo menos quinze estações de voto foram afetadas, e os eleitores só votariam no sábado.

## Resultados eleitorais

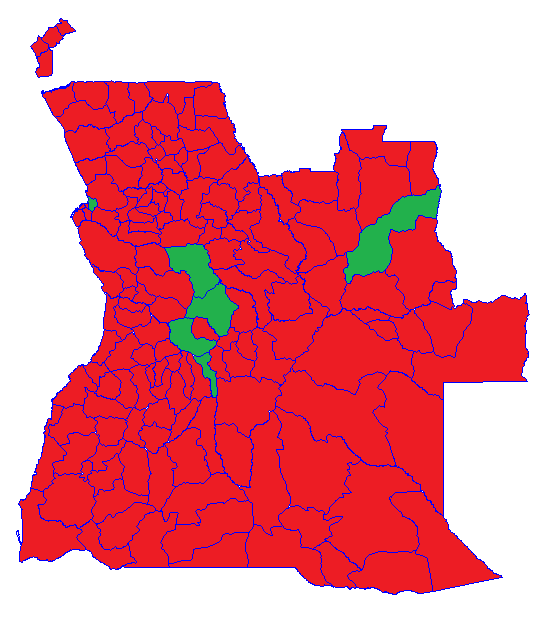
Vencedores por município de Angola

De acordo com os resultados provisórios, o partido Movimento Popular de Libertação de Angola (MPLA) ganhou as eleições gerais, com cerca de 61,1 % dos votos válidos, elegendo João Lourenço como novo presidente de Angola. Os resultados finais das eleições foram anunciados no dia 6 de setembro.
| Partido                 | Partido                     | Votos     | %     | +/-   | Deputados | +/-  |
| ----------------------- | --------------------------- | --------- | ----- | ----- | --------- | ---- |
|                         | MPLA                        | 4 115 302 | 61,05 | 10,79 | 150 / 220 | 25   |
|                         | UNITA                       | 1 800 860 | 26,72 | 8,06  | 51 / 220  | 19   |
|                         | CASA-CE                     | 639 789   | 9,49  | 3,49  | 16 / 220  | 8    |
|                         | PRS                         | 89 763    | 1,33  | 0,37  | 2 / 220   | 1    |
|                         | FNLA                        | 61 394    | 0,91  | 0,22  | 1 / 220   | 1    |
|                         | Aliança Patriótica Nacional | 33 437    | 0,50  | Novo  | 0 / 220   | Novo |
| Votos inválidos         | Votos inválidos             | 320 586   | 4,54  | 1,48  |           |      |
| Total                   | Total                       | 7 061 131 | 100   |       | 220 / 220 |      |
| Eleitorado/participação | Eleitorado/participação     | 9 221 963 | 76,57 | 13,80 |           |      |
| Fonte                   | Fonte                       | CNE       | CNE   | CNE   | CNE       | CNE  |

## Resultados por província

### Bengo
| Partido                 | Partido                     | Votos   | %     | Deputados |
| ----------------------- | --------------------------- | ------- | ----- | --------- |
|                         | MPLA                        | 68 243  | 66,92 | 4 / 5     |
|                         | UNITA                       | 25 162  | 24,67 | 1 / 5     |
|                         | CASA-CE                     | 5 709   | 5,60  | 0 / 5     |
|                         | FNLA                        | 1 265   | 1,24  | 0 / 5     |
|                         | PRS                         | 958     | 0,94  | 0 / 5     |
|                         | Aliança Patriótica Nacional | 637     | 0,62  | 0 / 5     |
| Votos inválidos         | Votos inválidos             | 4 759   | 4,46  |           |
| Total                   | Total                       | 106 733 | 100   | 5 / 5     |
| Eleitorado/participação | Eleitorado/participação     | 135 873 | 78,80 |           |

### Benguela
| Partido                 | Partido                     | Votos   | %     | Deputados |
| ----------------------- | --------------------------- | ------- | ----- | --------- |
|                         | MPLA                        | 385 110 | 61,51 | 4 / 5     |
|                         | UNITA                       | 172 790 | 27,60 | 1 / 5     |
|                         | CASA-CE                     | 56 056  | 8,95  | 0 / 5     |
|                         | PRS                         | 5 619   | 0,90  | 0 / 5     |
|                         | FNLA                        | 3 885   | 0,62  | 0 / 5     |
|                         | Aliança Patriótica Nacional | 2 630   | 0,42  | 0 / 5     |
| Votos inválidos         | Votos inválidos             | 26 506  | 4,06  |           |
| Total                   | Total                       | 652 596 | 100   | 5 / 5     |
| Eleitorado/participação | Eleitorado/participação     | 839 987 | 77,91 |           |

### Bié
| Partido                 | Partido                     | Votos   | %     | Deputados |
| ----------------------- | --------------------------- | ------- | ----- | --------- |
|                         | MPLA                        | 221 819 | 57,44 | 3 / 5     |
|                         | UNITA                       | 147 756 | 38,26 | 2 / 5     |
|                         | CASA-CE                     | 6 904   | 1,79  | 0 / 5     |
|                         | PRS                         | 4 040   | 1,05  | 0 / 5     |
|                         | FNLA                        | 3 314   | 0,86  | 0 / 5     |
|                         | Aliança Patriótica Nacional | 2 359   | 0,61  | 0 / 5     |
| Votos inválidos         | Votos inválidos             | 27 051  | 6,55  |           |
| Total                   | Total                       | 413 243 | 100   | 5 / 5     |
| Eleitorado/participação | Eleitorado/participação     | 530 927 | 78,37 |           |

### Cabinda
| Partido                 | Partido                     | Votos   | %     | Deputados |
| ----------------------- | --------------------------- | ------- | ----- | --------- |
|                         | MPLA                        | 60 501  | 39,75 | 2 / 5     |
|                         | CASA-CE                     | 44 632  | 29,33 | 2 / 5     |
|                         | UNITA                       | 42 894  | 28,18 | 1 / 5     |
|                         | PRS                         | 1 605   | 1,05  | 0 / 5     |
|                         | FNLA                        | 1 370   | 0,90  | 0 / 5     |
|                         | Aliança Patriótica Nacional | 1 187   | 0,78  | 0 / 5     |
| Votos inválidos         | Votos inválidos             | 2 992   | 1,93  |           |
| Total                   | Total                       | 155 181 | 100   | 5 / 5     |
| Eleitorado/participação | Eleitorado/participação     | 202 072 | 77,21 |           |

### Cuando Cubango
| Partido                 | Partido                     | Votos   | %     | Deputados |
| ----------------------- | --------------------------- | ------- | ----- | --------- |
|                         | MPLA                        | 80 608  | 73,20 | 4 / 5     |
|                         | UNITA                       | 23 704  | 21,53 | 1 / 5     |
|                         | CASA-CE                     | 3 158   | 2,87  | 0 / 5     |
|                         | PRS                         | 1 248   | 1,13  | 0 / 5     |
|                         | FNLA                        | 941     | 0,85  | 0 / 5     |
|                         | Aliança Patriótica Nacional | 457     | 0,42  | 0 / 5     |
| Votos inválidos         | Votos inválidos             | 5 905   | 5,09  |           |
| Total                   | Total                       | 116 021 | 100   | 5 / 5     |
| Eleitorado/participação | Eleitorado/participação     | 160 833 | 72,57 |           |

### Cuanza Norte
| Partido                 | Partido                     | Votos   | %     | Deputados |
| ----------------------- | --------------------------- | ------- | ----- | --------- |
|                         | MPLA                        | 90 068  | 77,59 | 5 / 5     |
|                         | CASA-CE                     | 12 167  | 10,48 | 0 / 5     |
|                         | UNITA                       | 9 188   | 7,91  | 0 / 5     |
|                         | FNLA                        | 2 195   | 1,89  | 0 / 5     |
|                         | PRS                         | 1 807   | 1,56  | 0 / 5     |
|                         | Aliança Patriótica Nacional | 659     | 0,57  | 0 / 5     |
| Votos inválidos         | Votos inválidos             | 7 520   | 6,08  |           |
| Total                   | Total                       | 123 604 | 100   | 5 / 5     |
| Eleitorado/participação | Eleitorado/participação     | 156 777 | 79,34 |           |

### Cuanza Sul
| Partido                 | Partido                     | Votos   | %     | Deputados |
| ----------------------- | --------------------------- | ------- | ----- | --------- |
|                         | MPLA                        | 303 618 | 76,46 | 5 / 5     |
|                         | UNITA                       | 58 351  | 14,70 | 0 / 5     |
|                         | CASA-CE                     | 23 713  | 5,97  | 0 / 5     |
|                         | PRS                         | 4 879   | 1,23  | 0 / 5     |
|                         | FNLA                        | 4 424   | 1,11  | 0 / 5     |
|                         | Aliança Patriótica Nacional | 2 095   | 0,53  | 0 / 5     |
| Votos inválidos         | Votos inválidos             | 33 430  | 7,77  |           |
| Total                   | Total                       | 430 510 | 100   | 5 / 5     |
| Eleitorado/participação | Eleitorado/participação     | 545 527 | 78,99 |           |

### Cunene
| Partido                 | Partido                     | Votos   | %     | Deputados |
| ----------------------- | --------------------------- | ------- | ----- | --------- |
|                         | MPLA                        | 153 897 | 89,12 | 5 / 5     |
|                         | UNITA                       | 9 346   | 5,41  | 0 / 5     |
|                         | CASA-CE                     | 6 522   | 3,78  | 0 / 5     |
|                         | PRS                         | 1 405   | 0,81  | 0 / 5     |
|                         | FNLA                        | 982     | 0,57  | 0 / 5     |
|                         | Aliança Patriótica Nacional | 525     | 0,30  | 0 / 5     |
| Votos inválidos         | Votos inválidos             | 6 922   | 3,85  |           |
| Total                   | Total                       | 179 599 | 100   | 5 / 5     |
| Eleitorado/participação | Eleitorado/participação     | 254 588 | 71,12 |           |

### Huambo
| Partido                 | Partido                     | Votos   | %     | Deputados |
| ----------------------- | --------------------------- | ------- | ----- | --------- |
|                         | MPLA                        | 343 028 | 58,19 | 3 / 5     |
|                         | UNITA                       | 211 630 | 35,90 | 2 / 5     |
|                         | CASA-CE                     | 20 156  | 3,42  | 0 / 5     |
|                         | PRS                         | 7 154   | 1,21  | 0 / 5     |
|                         | FNLA                        | 4 564   | 0,77  | 0 / 5     |
|                         | Aliança Patriótica Nacional | 2 918   | 0,50  | 0 / 5     |
| Votos inválidos         | Votos inválidos             | 29 542  | 4,77  |           |
| Total                   | Total                       | 618 992 | 100   | 5 / 5     |
| Eleitorado/participação | Eleitorado/participação     | 763 196 | 81,67 |           |

### Huíla
| Partido                 | Partido                     | Votos   | %     | Deputados |
| ----------------------- | --------------------------- | ------- | ----- | --------- |
|                         | MPLA                        | 448 257 | 76,56 | 5 / 5     |
|                         | UNITA                       | 72 526  | 12,39 | 0 / 5     |
|                         | CASA-CE                     | 49 064  | 8,38  | 0 / 5     |
|                         | PRS                         | 7 268   | 1,24  | 0 / 5     |
|                         | FNLA                        | 5 582   | 0,95  | 0 / 5     |
|                         | Aliança Patriótica Nacional | 2 769   | 0,47  | 0 / 5     |
| Votos inválidos         | Votos inválidos             | 41 916  | 6,68  |           |
| Total                   | Total                       | 627 382 | 100   | 5 / 5     |
| Eleitorado/participação | Eleitorado/participação     | 896 636 | 70,48 |           |

### Luanda
| Partido                 | Partido                     | Votos     | %     | Deputados |
| ----------------------- | --------------------------- | --------- | ----- | --------- |
|                         | MPLA                        | 1 028 419 | 48,17 | 3 / 5     |
|                         | UNITA                       | 756 657   | 35,44 | 2 / 5     |
|                         | CASA-CE                     | 312 592   | 14,64 | 0 / 5     |
|                         | FNLA                        | 16 281    | 0,76  | 0 / 5     |
|                         | PRS                         | 12 791    | 0,60  | 0 / 5     |
|                         | Aliança Patriótica Nacional | 8 173     | 0,38  | 0 / 5     |
| Votos inválidos         | Votos inválidos             | 53 101    | 2,43  |           |
| Total                   | Total                       | 2 188 014 | 100   | 5 / 5     |
| Eleitorado/participação | Eleitorado/participação     | 2 884 398 | 77,10 |           |

### Lunda Norte
| Partido                 | Partido                     | Votos   | %     | Deputados |
| ----------------------- | --------------------------- | ------- | ----- | --------- |
|                         | MPLA                        | 141 663 | 66,66 | 4 / 5     |
|                         | UNITA                       | 48 734  | 22,93 | 1 / 5     |
|                         | PRS                         | 10 933  | 5,14  | 0 / 5     |
|                         | CASA-CE                     | 7 305   | 3,44  | 0 / 5     |
|                         | FNLA                        | 2 228   | 1,05  | 0 / 5     |
|                         | Aliança Patriótica Nacional | 1 637   | 0,77  | 0 / 5     |
| Votos inválidos         | Votos inválidos             | 14 938  | 6,57  |           |
| Total                   | Total                       | 227 438 | 100   | 5 / 5     |
| Eleitorado/participação | Eleitorado/participação     | 344 179 | 66,71 |           |

### Lunda Sul
| Partido                 | Partido                     | Votos   | %     | Deputados |
| ----------------------- | --------------------------- | ------- | ----- | --------- |
|                         | MPLA                        | 57 670  | 45,96 | 3 / 5     |
|                         | UNITA                       | 51 519  | 41,06 | 2 / 5     |
|                         | PRS                         | 12 070  | 9,62  | 0 / 5     |
|                         | CASA-CE                     | 2 643   | 2,11  | 0 / 5     |
|                         | FNLA                        | 985     | 0,79  | 0 / 5     |
|                         | Aliança Patriótica Nacional | 584     | 0,47  | 0 / 5     |
| Votos inválidos         | Votos inválidos             | 4 802   | 3,69  |           |
| Total                   | Total                       | 130 273 | 100   | 5 / 5     |
| Eleitorado/participação | Eleitorado/participação     | 170 721 | 76,76 |           |

### Malanje
| Partido                 | Partido                     | Votos   | %     | Deputados |
| ----------------------- | --------------------------- | ------- | ----- | --------- |
|                         | MPLA                        | 162 219 | 76,53 | 5 / 5     |
|                         | UNITA                       | 22 848  | 10,78 | 0 / 5     |
|                         | CASA-CE                     | 18 825  | 8,88  | 0 / 5     |
|                         | PRS                         | 4 135   | 1,95  | 0 / 5     |
|                         | FNLA                        | 2 716   | 1,28  | 0 / 5     |
|                         | Aliança Patriótica Nacional | 1 225   | 0,58  | 0 / 5     |
| Votos inválidos         | Votos inválidos             | 15 857  | 6,96  |           |
| Total                   | Total                       | 227 825 | 100   | 5 / 5     |
| Eleitorado/participação | Eleitorado/participação     | 327 907 | 70,39 |           |

### Moxico
| Partido                 | Partido                     | Votos   | %     | Deputados |
| ----------------------- | --------------------------- | ------- | ----- | --------- |
|                         | MPLA                        | 141 912 | 74,48 | 4 / 5     |
|                         | UNITA                       | 36 012  | 18,90 | 1 / 5     |
|                         | PRS                         | 5 293   | 2,78  | 0 / 5     |
|                         | CASA-CE                     | 5 194   | 2,73  | 0 / 5     |
|                         | FNLA                        | 1 390   | 0,73  | 0 / 5     |
|                         | Aliança Patriótica Nacional | 738     | 0,39  | 0 / 5     |
| Votos inválidos         | Votos inválidos             | 8 183   | 4,12  |           |
| Total                   | Total                       | 198 722 | 100   | 5 / 5     |
| Eleitorado/participação | Eleitorado/participação     | 265 727 | 78,52 |           |

### Namibe
| Partido                 | Partido                     | Votos   | %     | Deputados |
| ----------------------- | --------------------------- | ------- | ----- | --------- |
|                         | MPLA                        | 89 124  | 76,48 | 4 / 5     |
|                         | CASA-CE                     | 18 196  | 15,61 | 1 / 5     |
|                         | UNITA                       | 6 485   | 5,56  | 0 / 5     |
|                         | PRS                         | 1 248   | 1,07  | 0 / 5     |
|                         | FNLA                        | 849     | 0,73  | 0 / 5     |
|                         | Aliança Patriótica Nacional | 635     | 0,54  | 0 / 5     |
| Votos inválidos         | Votos inválidos             | 4 291   | 3,55  |           |
| Total                   | Total                       | 120 828 | 100   | 5 / 5     |
| Eleitorado/participação | Eleitorado/participação     | 159 853 | 75,59 |           |

### Uíge
| Partido                 | Partido                     | Votos   | %     | Deputados |
| ----------------------- | --------------------------- | ------- | ----- | --------- |
|                         | MPLA                        | 273 329 | 71,36 | 4 / 5     |
|                         | UNITA                       | 71 047  | 18,55 | 1 / 5     |
|                         | CASA-CE                     | 23 709  | 6,19  | 0 / 5     |
|                         | FNLA                        | 6 206   | 1,62  | 0 / 5     |
|                         | PRS                         | 5 764   | 1,50  | 0 / 5     |
|                         | Aliança Patriótica Nacional | 2 980   | 0,78  | 0 / 5     |
| Votos inválidos         | Votos inválidos             | 27 553  | 6,71  |           |
| Total                   | Total                       | 410 588 | 100   | 5 / 5     |
| Eleitorado/participação | Eleitorado/participação     | 494 809 | 83,65 |           |

### Zaire
| Partido                 | Partido                     | Votos   | %     | Deputados |
| ----------------------- | --------------------------- | ------- | ----- | --------- |
|                         | MPLA                        | 65 817  | 51,31 | 3 / 5     |
|                         | UNITA                       | 34 211  | 26,67 | 1 / 5     |
|                         | CASA-CE                     | 23 244  | 18,12 | 1 / 5     |
|                         | FNLA                        | 2 217   | 1,73  | 0 / 5     |
|                         | PRS                         | 1 546   | 1,21  | 0 / 5     |
|                         | Aliança Patriótica Nacional | 1 229   | 0,96  | 0 / 5     |
| Votos inválidos         | Votos inválidos             | 5 318   | 3,98  |           |
| Total                   | Total                       | 133 582 | 100   | 5 / 5     |
| Eleitorado/participação | Eleitorado/participação     | 183 284 | 72,88 |           |